# يان سميث (ممثل)
يان سميث (بالإنجليزية: Ian Michael Smith) هو ممثل أمريكي، ولد في 5 مايو 1987 في الولايات المتحدة.

## وصلات خارجية
- يان سميث على موقع IMDb (الإنجليزية)
- يان سميث على موقع قاعدة بيانات الفيلم (الإنجليزية)